# Ли, Уильям Генри Фицхью
Уильям Генри Фицхью Ли (англ. William Henry Fitzhugh Lee) или Руни Ли (англ. Rooney Lee; 31 мая 1837 — 15 октября 1891) — американский военный, сын генерала Роберта Ли и Анны Кастис. Выпускник Гарварда, армейский офицер и плантатор, участник гражданской войны, в ходе которой командовал кавалерийской бригадой, а затем и дивизией. После войны служил в Сенате Виргинии и был сенатором США от Виргинии.

## Ранние годы
Ли родился в Арлингтонской усадьбе на территории Арлингтон (штат Виргиния) и был назван в честь Уильяма Генри Фицхью, дяди его матери. В раннем возрасте его отец начал называть его Руни; что побудило его использовать это прозвище, неизвестно, но оно было использовано как способ отличить его от его двоюродного брата Фицхью Ли.
Руни Ли учился в Гарвардском университете, где подружился с Генри Адамсом, который написал о своих отношениях с Ли в четвертой главе своей автобиографии «Образование Генри Адамса».
После окончания школы Ли пошел по стопам отца, поступив в армию Соединённых Штатов в 1857 году в качестве второго лейтенанта. Он служил в 6-м пехотном полку под командованием Альберта Сидни Джонстона и участвовал в Ютской войне против мормонов. В 1859 году он ушёл в отставку из армии США, чтобы управлять своей плантацией «Белый дом» на южном берегу реки Поманки в графстве Нью-Кент, штат Виргиния.